# 鳴門市撫養小学校
鳴門市撫養小学校（なるとしむやしょうがっこう）は、徳島県鳴門市撫養町齋田字岩崎にある公立小学校。

## 概要

### 3L活動
- 3L活動とは、LOVEで豊かな心、LEADで自主性や社会性・適応力、LEARNで確かな学力の育成を目指す活動である[1]。
- 全校で取り組んでいる[1]。
- 6年生は、通年で校内で毎朝、挨拶運動と清掃活動を実施している[1]。

## 沿革
- 2015年9月、総合的な学習のテーマ「輝きプロジェクト」の中で、「鳴門第九プロジェクト〜先人の生き方から学ぶ」に5年生が取り組んでいる[2]。
- その中で、5年生がベートーベン第九交響曲「喜びの歌」の原語合唱に取り組んでいる[2]。
- 2015年10月下旬、敬老会で合唱発表。12月上旬、人権集会で合唱発表[2]。
- 2015年11月21日、鳴門市中心商店街・大道銀天街で催された百円商店街に、児童自ら企画した店を出店、商業活動を体験した[3]。

## 校歌
- 作詞: 丸山嘉信
- 作曲: 近藤良三

## 通学区域が隣接している学校
- 鳴門市第一小学校
- 鳴門市黒崎小学校
- 鳴門市桑島小学校
- 鳴門市林崎小学校
- 鳴門市里浦小学校